# 室田健志
室田 健志（むろた たけし、1971年10月31日 - ）は、日本の実業家、コナミスポーツ株式会社代表取締役社長。

## 人物・経歴
1971年10月31日、神奈川県生まれ。1995年3月立教大学社会学部卒。1998年10月株式会社ピープル（現コナミスポーツ株式会社）入社。2011年4月受託事業本部受託開発部長、2015年10月執行役員、2022年4月代表取締役社長。